# Grande roue de Montréal
La Grande roue de Montréal est une grande roue mise en place au Vieux-Port de Montréal pour les festivités du 375e anniversaire de la fondation de la ville. Ouverte au public depuis le 1er septembre 2017, elle est la plus grande roue du Canada. 750 000 visiteurs sont attendus annuellement.

## Opération
La Grande roue de Montréal, dont le coût de 28 millions de dollars a été assumé par des investisseurs privés, est opérée par La Grande Roue de Montréal Incorporée.
Localisée sur l’île du bassin Bonsecours dans la parc du Bassin-Bonsecours du Vieux-Port de Montréal, elle est ouverte au public tous les jours de 10h à 23h et une entrée autorise 20 minutes d'utilisation pour de 2 à 4 tours. Le nombre de tours varient en fonction des conditions météorologiques et de l'achalandage.
La grande roue de Montréal représente un investissement de 27 millions de dollars.

## Design et conception
La grande roue de Montréal est une grande roue modèle WS60 (White Series 60 mètres) de la compagnie Dutch Wheels (groupe Vekoma). Elle est la quatrième du genre construite dans le monde après celles de Hong Kong (2014), Bakou (2014) et Chicago (2016).

Haute de 60 mètres, elle porte 42 cabines rattachées à sa circonférence externe. Les cabines peuvent accueillir 8 personnes chacune pour un total de 336 passagers et sont accessibles aux personnes handicapées. La climatisation des cabines et l'usage d'acier opérant à −40 °C pour la construction permettent à la roue d’être en fonctionnement toute l’année.

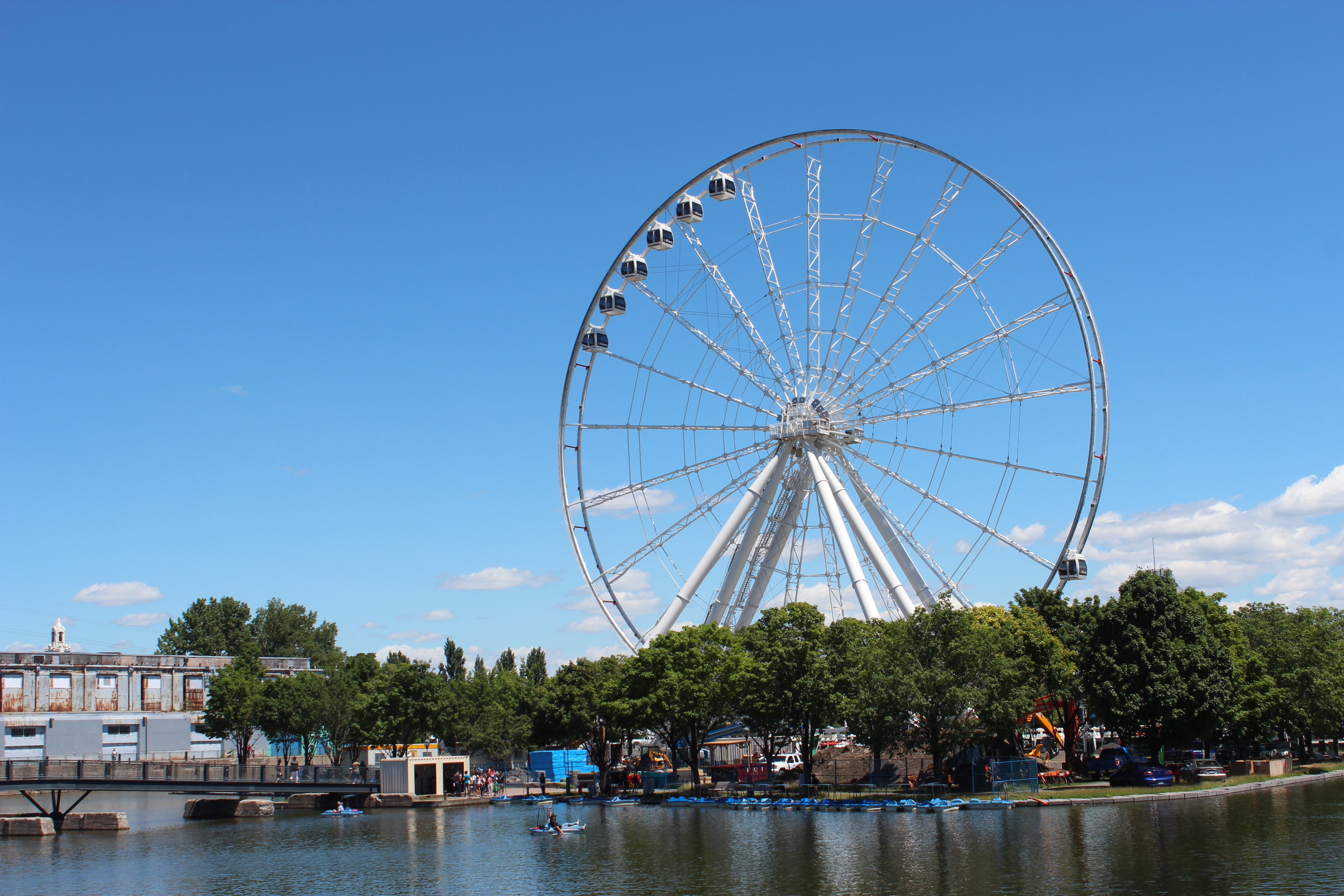
La grande roue en construction.
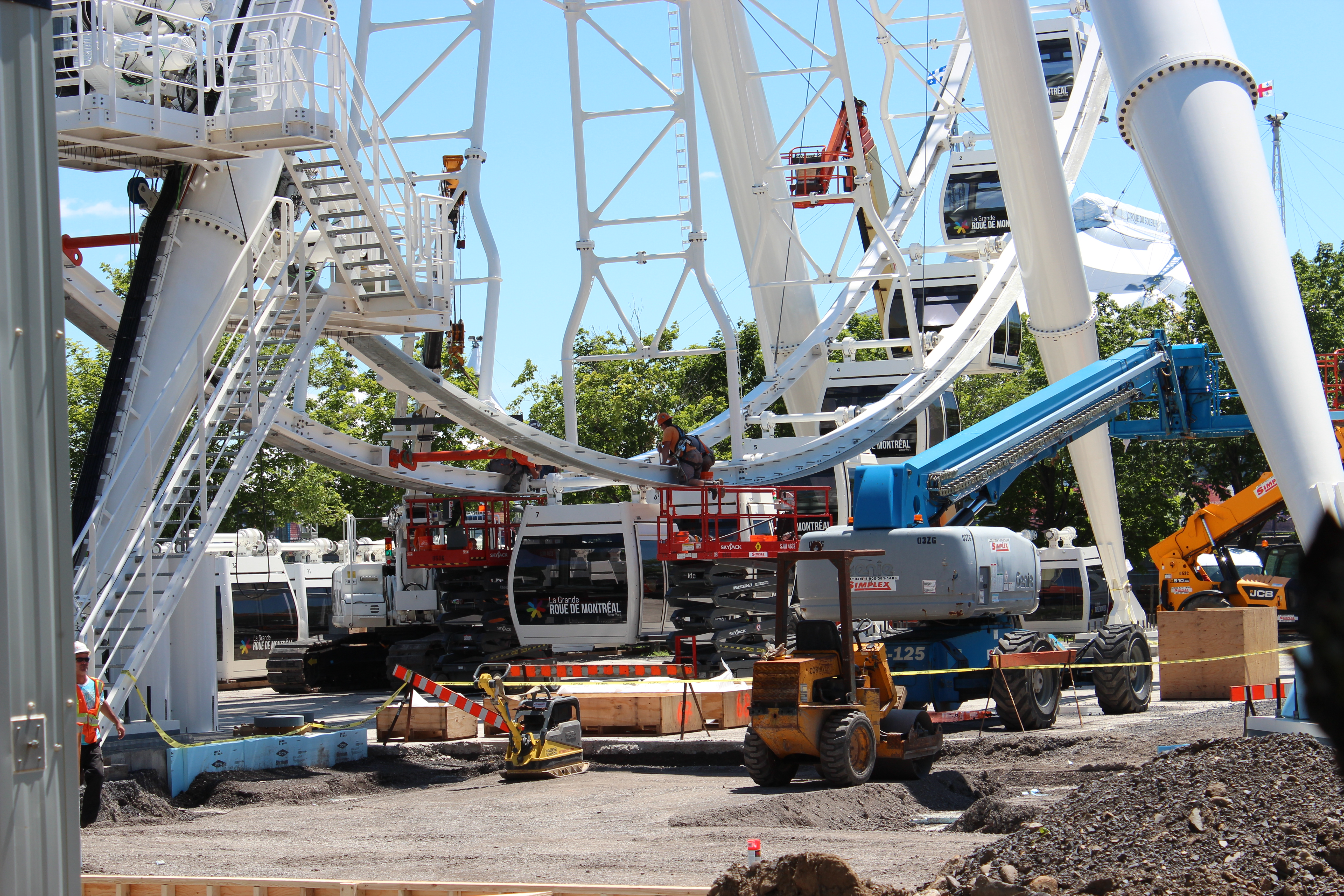
Fixation des nacelles sur la roue.
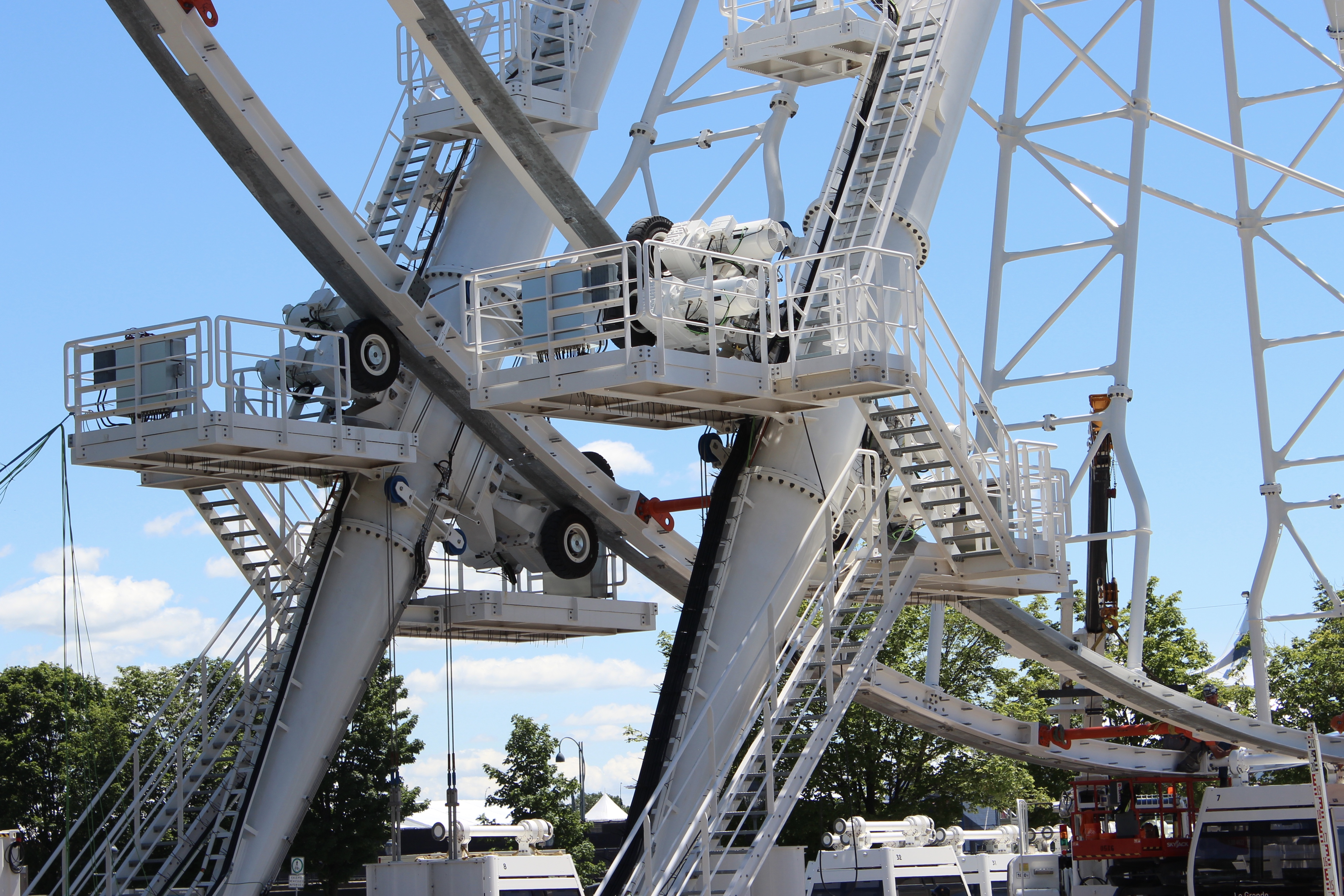
Détail du système d’entraînement.
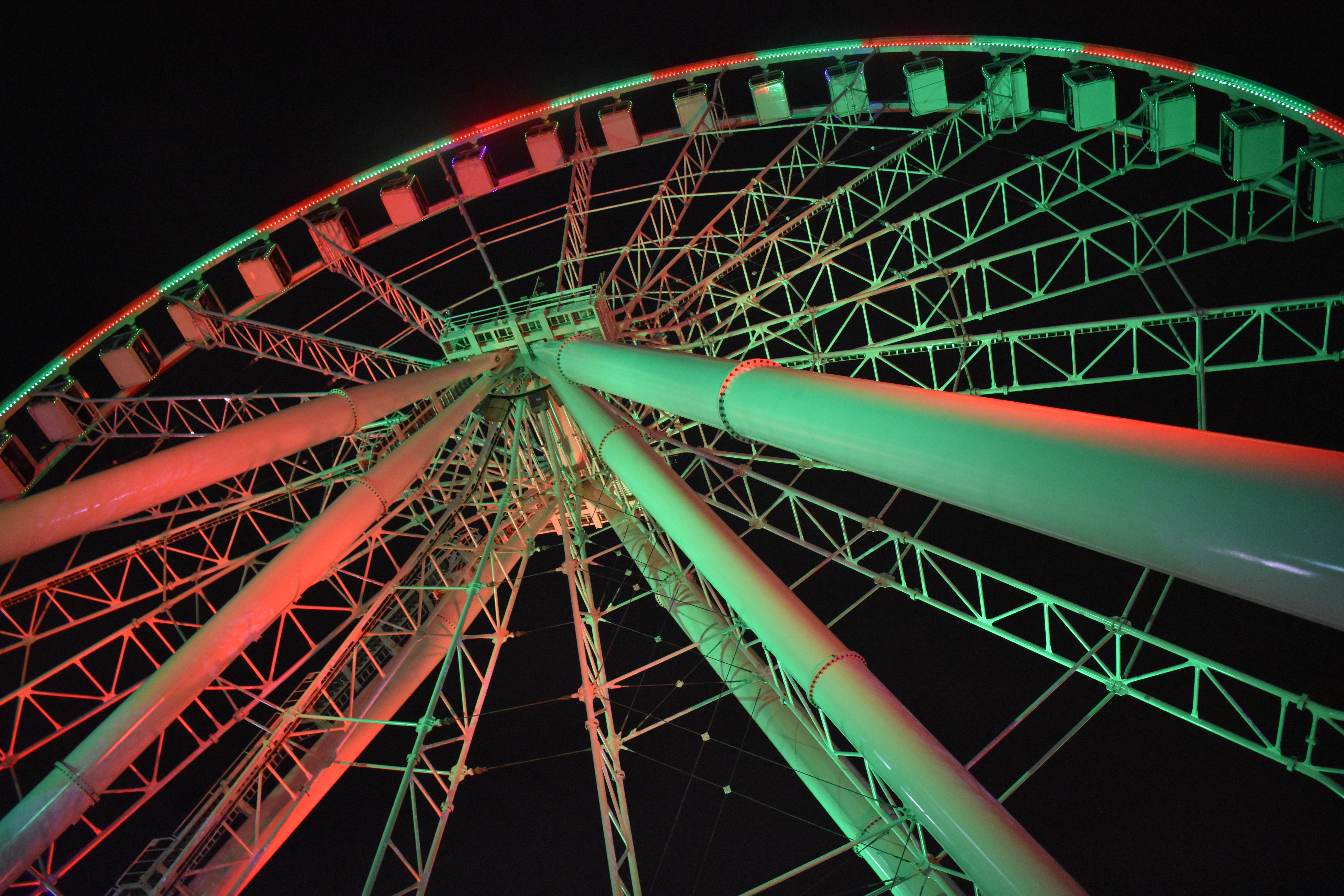
La grande roue illuminée pendant la nuit

L'axe de la roue est maintenue par six pylônes ancrés sur des fondations antisismiques qui lui permettent de résister à des vents de 240 km/h. La roue est entraînée par quatre paires de moteurs électriques, pour plus de redondance, contrôlés par variateur électronique de vitesse.

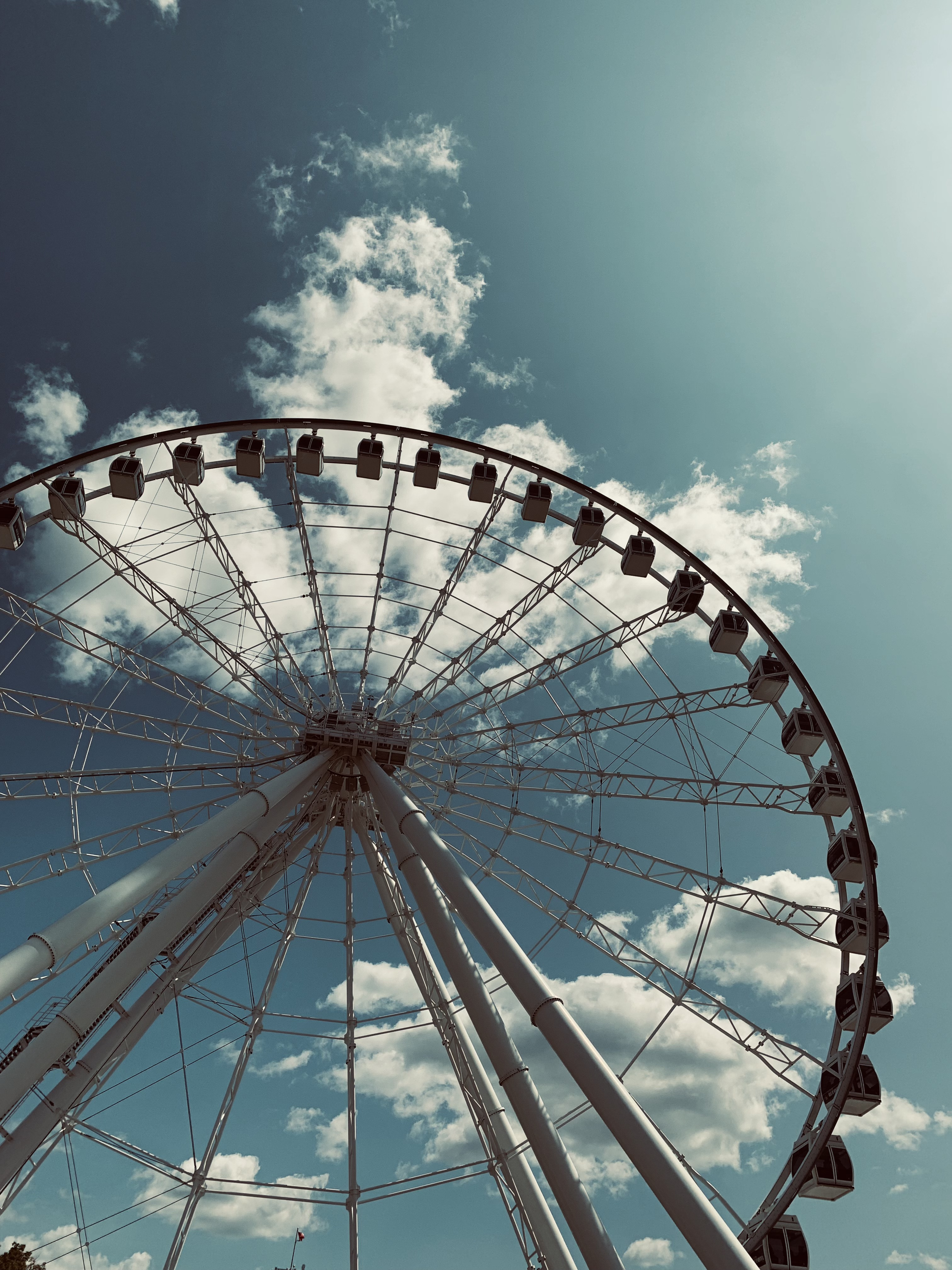
Grande roue lors de la saison estivale de 2021

## Panorama
La Grande roue de Montréal propose une vue sur le Vieux-Montréal, ses bâtiments historiques, la place Jacques-Cartier, et sur le centre-ville à l’architecture éclectique, surplombé par le mont Royal. Au sud, le fleuve Saint-Laurent et sa voie maritime se déploient. Au milieu du cours d’eau : les îles Sainte-Hélène et Notre-Dame, où se dévoilent les vestiges de l'Exposition universelle de 1967.
En soirée, le mont Royal disparaît, mais pas sa croix illuminée, que complète l'éclairage changeant du pont Jacques-Cartier, offrant un paysage urbain animé.